# Bolívar (subte de Buenos Aires)
Bolívar, ubicada debajo de la Avenida Julio Argentino Roca entre las calles Bolívar y Perú, es una estación de la línea E de la red de subterráneos de la ciudad de Buenos Aires. Se puede realizar combinación con las estaciones Perú de la línea A y Catedral de la línea D.
Está ubicada en el barrio de Monserrat, a metros de la Plaza de Mayo. Antes de su inauguración, el 24 de abril de 1966, la línea E tenía una traza levemente distinta y finalizaba su recorrido en la estación Constitución. Funcionó como estación terminal de la línea desde su inauguración hasta la finalización de la extensión a Retiro el 3 de junio de 2019.

## Decoración
Originalmente, como parte del trayecto inaugurado para cambiar la cabecera de la línea E a Plaza de Mayo, la estación Bolívar no fue ornamentada con murales, a diferencia de las estaciones originales de la línea, abiertas en 1944.
Sin embargo, posteriormente se incorporaron elementos artísticos. El 5 de agosto de 1983 fue empotrada en un hueco en el vestíbulo una escultura donada por el personal de la línea E, titulada Homenaje a la Madre y realizada por Nilda Toledo Guma. También, como parte de una serie de murales en azulejos cerámicos realizados por alumnos de distintas escuelas primarias, fue colocado en el extremo de donde se abre el pasillo de combinación con las líneas A y D un mural confeccionado por los chicos de la Escuela n.º22 del Distrito Escolar 14º, llamado La familia.
Las paredes de su andén y del vestíbulo estaban igualmente pintadas de blanco y cubiertas con azulejos de color celeste. Cuando la concesionaria privada Metrovías se hizo cargo de la red de subterráneo, como parte de un plan de obras de mantenimiento y modernización, pintó las paredes de la plataforma con pintura violeta, quitando los azulejos originales. El vestíbulo y pasillo de combinación con las líneas A y D fue cubierto en cambio con placas de distintas tonalidades de gris.
En 2015 la estación se intervino con diseños del artista Juan Hoff.

## Hitos urbanos
Se encuentran en las cercanías de esta:
- Plaza de Mayo
- Palacio Municipal de la Ciudad de Buenos Aires
- Cabildo de Buenos Aires
- Pasaje Roverano
- Edificio La Prensa
- Palacio de la Legislatura de la Ciudad de Buenos Aires
  - Biblioteca Esteban Echeverría
- Nogaró Hotel
- Catedral metropolitana de Buenos Aires
- Manzana de las Luces
- Consulados de Bélgica, Lituania e Israel
- Fiscalía General Adjunta
- Colegio Nacional de Buenos Aires
- Iglesia de San Ignacio
- Basílica de San Francisco
- Centro de Formación Profesional N°10 y N°21
- Instituto de Investigación en Etnomusicología
- Instituto Nacional de Estadística y Censos (INDEC)
- Buenos Aires Museo
- El Bar Notable La Puerto Rico

## Imágenes

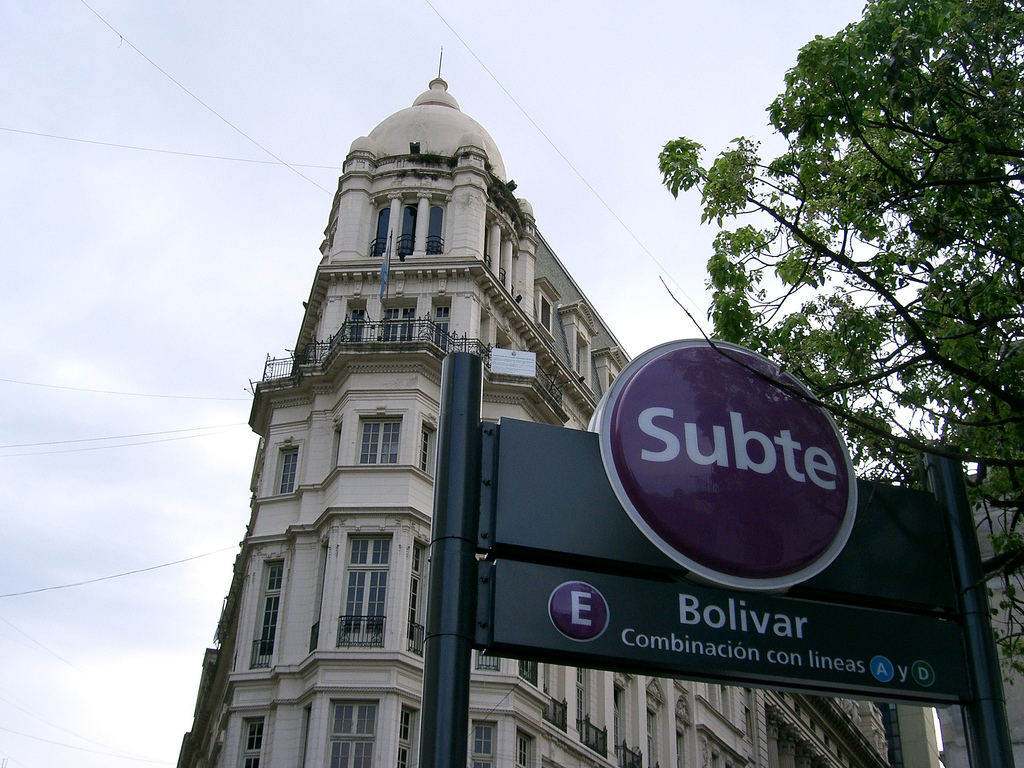
Acceso a la estación
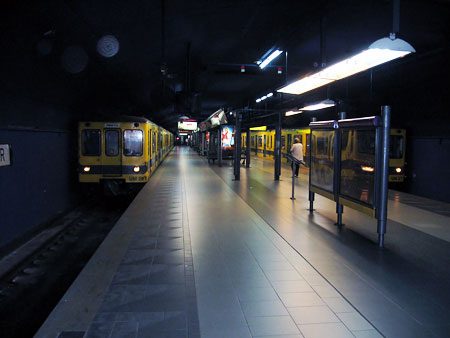
Andén
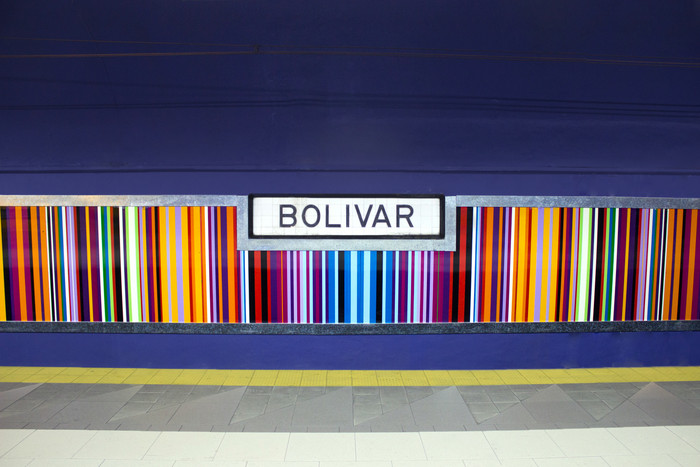
Mural
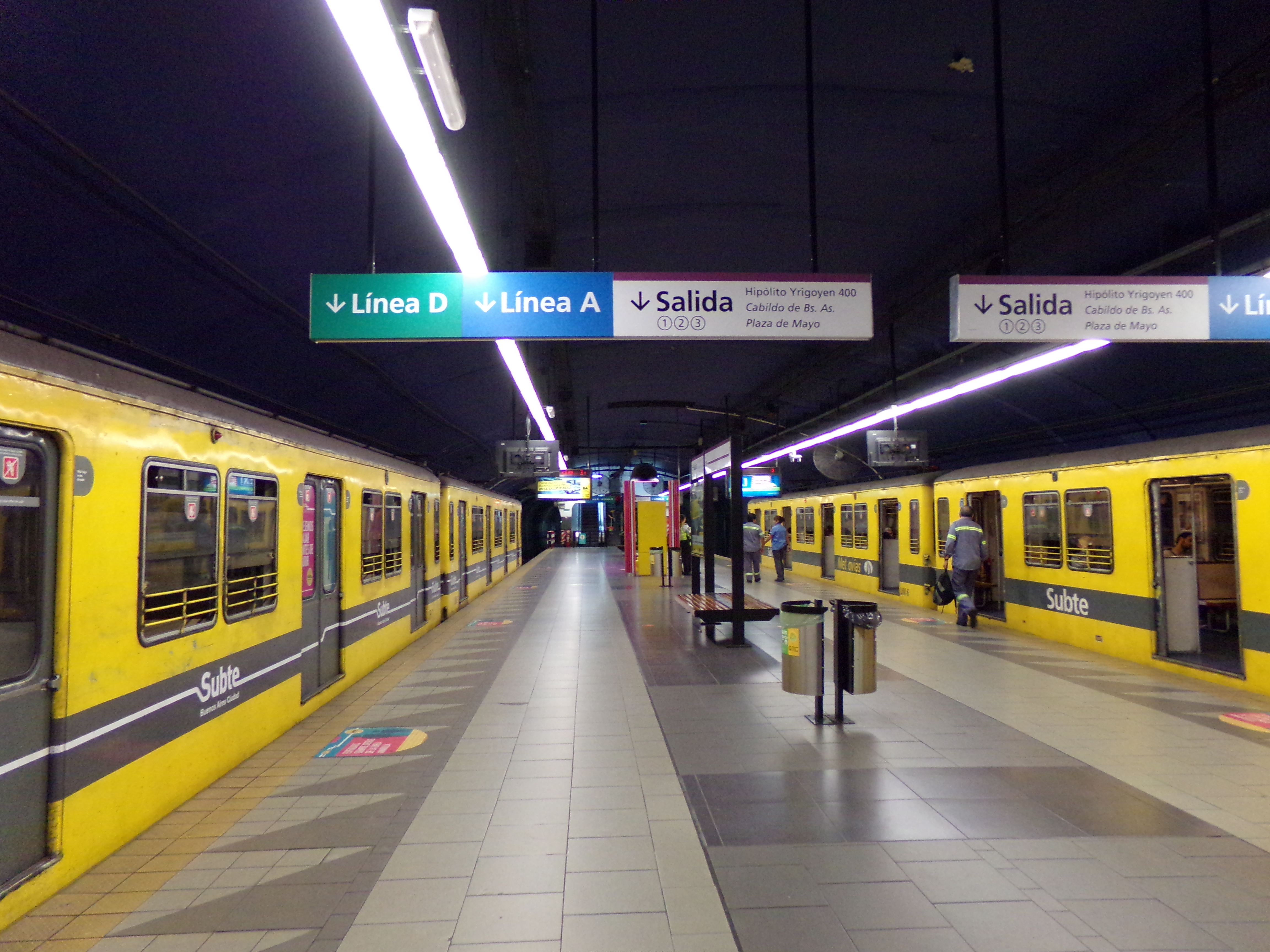
Andén
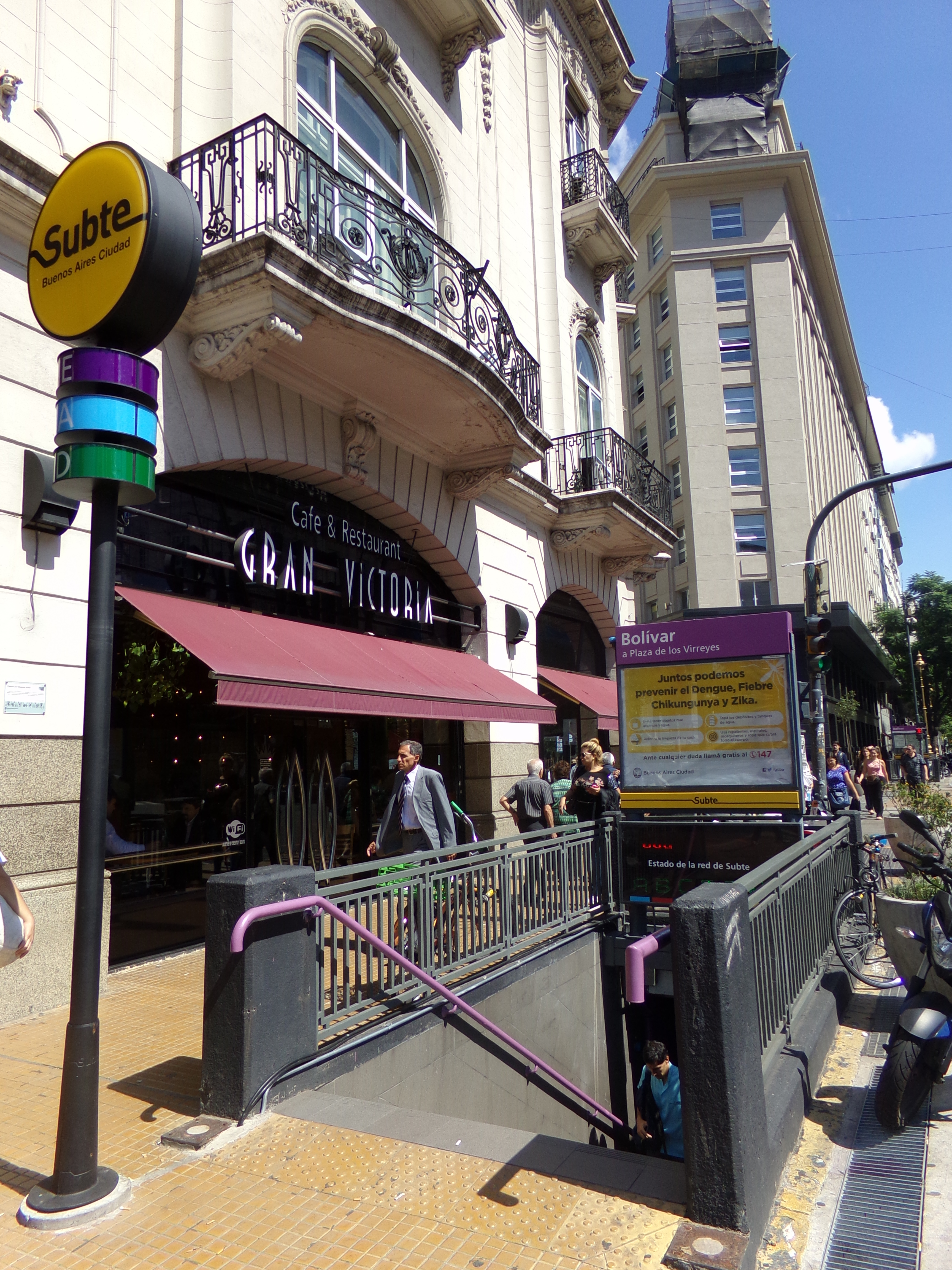
Acceso con nueva señalética
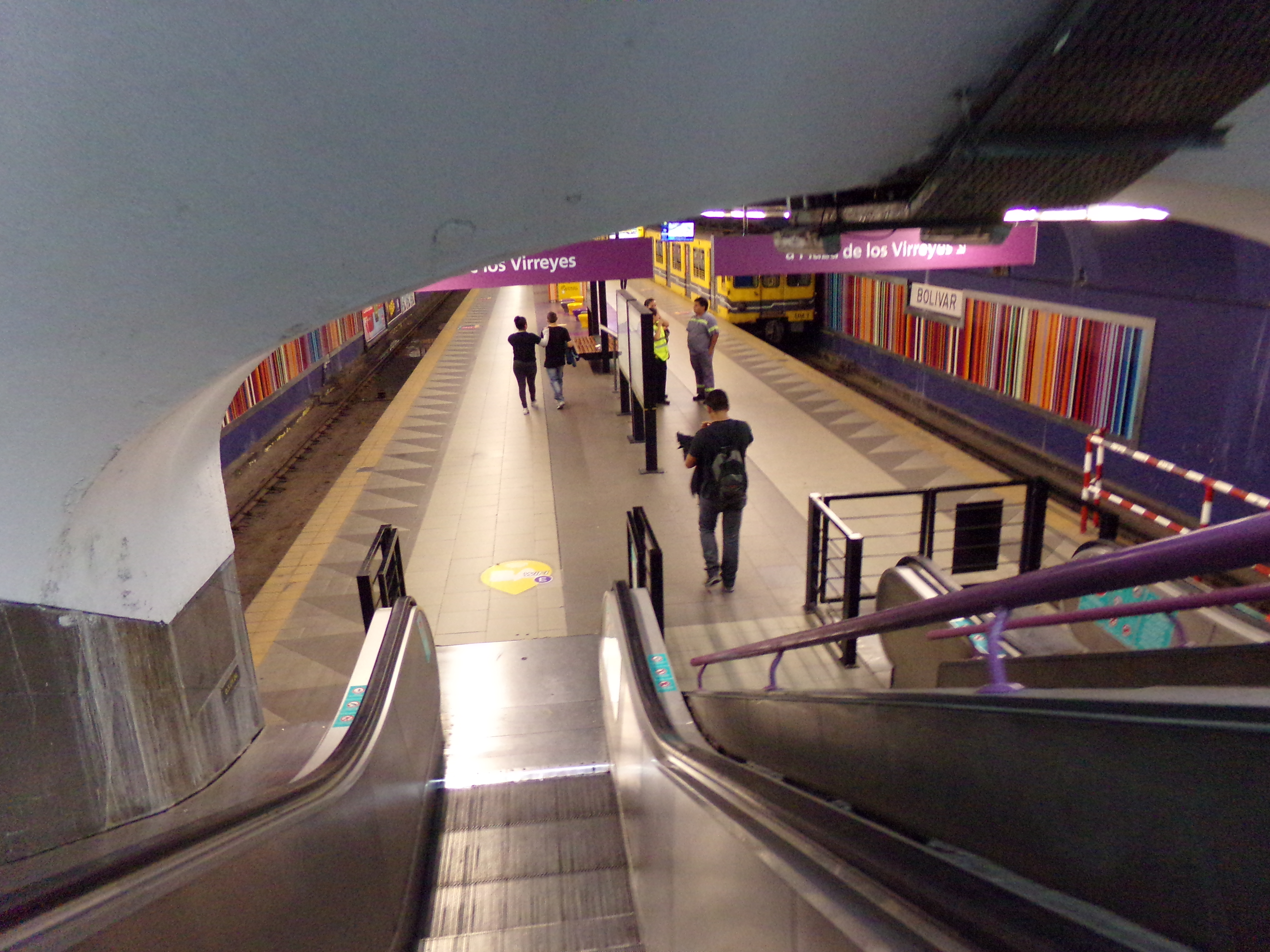
Acceso al andén
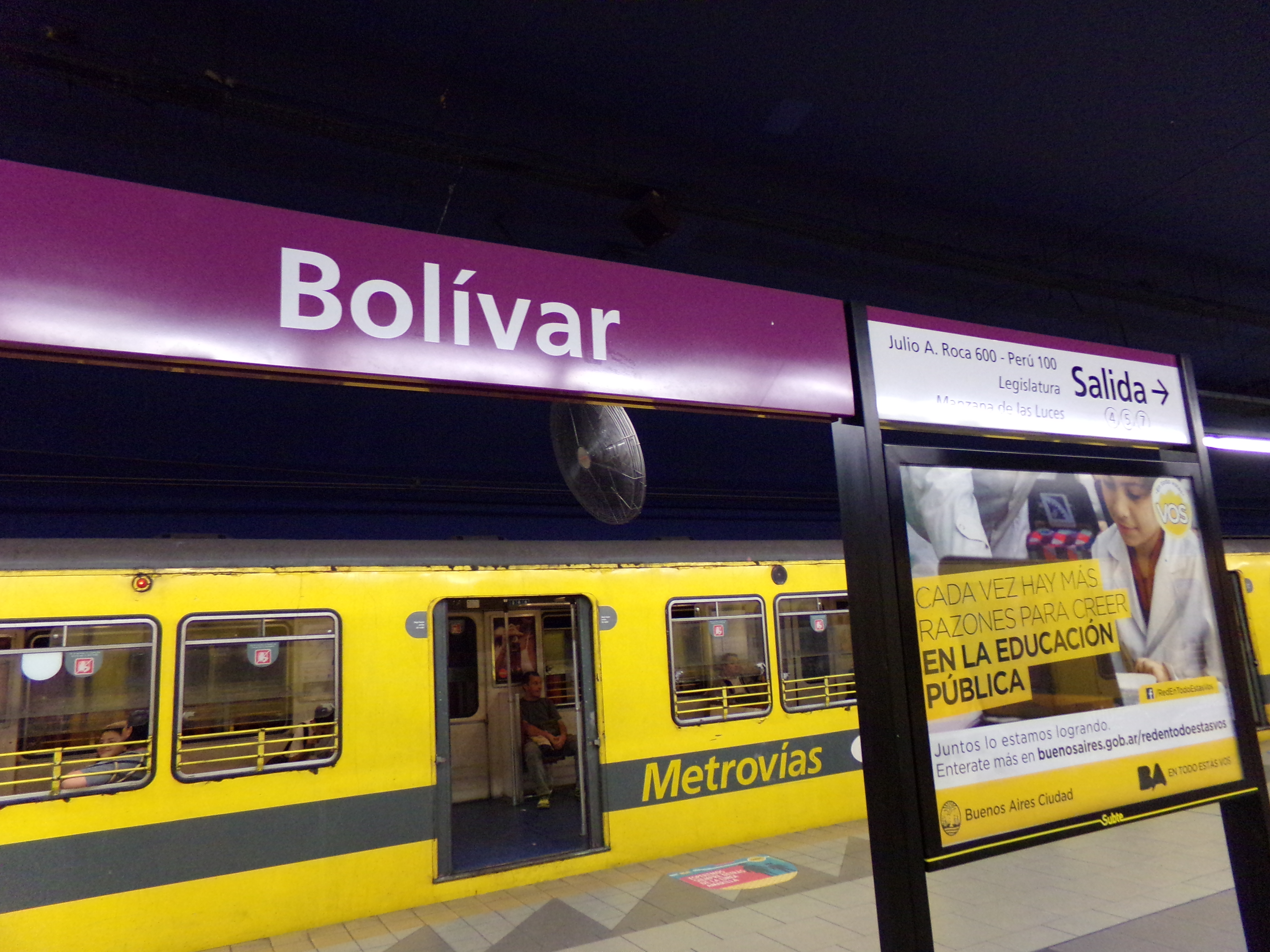
Nueva señalética